# Rájec (Tisá)
Rájec (deutsch Raitza) ist ein Ortsteil der Gemeinde Tisá im Okres Ústí nad Labem (Bezirk Aussig) in Tschechien.

## Geographie
Der Ort Rájec liegt zwei Kilometer nördlich von Tisá in 485 m Höhe im Westen der Böhmischen Schweiz direkt an der Grenze zu Deutschland. Er befindet sich rechts des Raitzabaches (Rájecký potok) in einer Hanglange unterhalb der Raitzaer Felsen (Rájecké skály).

## Geschichte
Die erste Erwähnung von Raitza stammt aus dem Jahr 1186.
Die Streusiedlung erstreckte sich zwischen der Fahrstraße von Tyssa nach dem Hammerwerk Kleppisch und dem Raitzabaches bis zu dessen Einmündung in den Loschebach (Olšový potok) an der Grenze zu Sachsen. Die grenznahe Lindenschenke ist bereits seit 1600 in der Landesaufnahme von Matthias Oeder nachweislich. Neben ihr entstand eine steinerne Kapelle.
Seit 1850 ist Raitza ein Ortsteil von Tisá, wohin es schon immer gepfarrt war. Die Einwohner waren zumeist Waldarbeiter. Seit dem 19. Jahrhundert verdienten sich viele der Raitzaer ihr Brot in der Tyssaer Knopffabrik.
Links des Raitzabaches bis an den Loschebach entstand 1824 der kleine Ort Neuhof (Nový Dvůr), der heute zu Peterswald gehört und von dem nur noch ein Haus erhalten ist. Seit dem Beginn des 20. Jahrhunderts wurden die Felsen erschlossen, die erste Besteigung war die der Raitzanadel von 1905. 1930 hatte Raitza 279 Einwohner.
Nach dem Zweiten Weltkrieg wurden die Deutschen vertrieben und der Ort nur spärlich wiederbesiedelt. Während die grenznahen Häuser zur Schaffung einer Sperrzone abgerissen wurden und dort nur die Kapelle erhalten blieb, verfielen andere Gebäude im Oberdorf durch Wind und Wetter. Raitza besteht heute fast nur aus Ferienhäusern.

## Sehenswürdigkeiten
Als Sehenswürdigkeiten sind vier gut erhaltene Umgebindehäuser zu nennen, die mittlerweile zu Kulturdenkmalen erklärt wurden. Weiterhin lässt sich auch die seit 1797 nachweisbare und im Jahr 2001 wiederhergestellte barocke Nischenkapelle besichtigen.

## Raitzaer Felsen
Die Raitzaer Felsen (Rájecké skály), die sich östlich des Ortes erheben, sind eine Fortsetzung des Sandsteingebietes der Tyssaer Wände nach Nordwesten, an die auf deutscher Seite der Hohe Brand, die Fichtenwände und der Zeisigstein anschließen. Das Felsgebiet wurde seit dem Beginn des 20. Jahrhunderts erschlossen. Die Erstbesteigung der Raizanadel (Bumbrlíček) erfolgte am 20. Mai 1905 durch Walter Lehmann und Richard Finke. Entlang der Felswände bestehen zahlreiche Aufstiegspunkte und das Gebiet ist im Gegensatz zu den Tyssaer Wänden weniger frequentiert. Dadurch sind auch bessere Möglichkeiten zur Erstbegehung neuer Wege gegeben. Der tschechische Kletterer Karel Bělina konnte im Jahre 2005 einige Felsen neu erschließen.